# Whitesnake (álbum)
Whitesnake, conocido en Europa como 1987, es el nombre del octavo álbum de estudio de la banda británica de hard rock homónima, lanzado al mercado el 7 de abril de 1987.
El álbum, fue un gran éxito a ambos lados del Atlántico, con eventuales ventas  de más de ocho millones de copias solamente en los Estados Unidos (y por tanto ocho discos de platino). El álbum, alcanzó el puesto # 2 en la Billboard 200.
Con mucho, ha sido el trabajo más exitoso de la banda a la fecha, con dos temas (y sus únicos) dentro del Top 10 de Billboard ("Here I Go Again 87" en el número uno y posteriormente la power ballad "Is This Love", que alcanzó el número dos).
Su éxito, incluso impulsó a su predecesor, Slide It In, certificado de oro a disco doble de platino.
Otros sencillos extraídos fueron "Still of the Night", "Crying in the Rain” y "Give Me All Your Love". "Crying in the Rain" y "Here I Go Again" ya habían sido lanzados en 1982 como parte del álbum Saints & Sinners, aunque con versiones algo más lentas y extensas que las más conocidas de 1987.
Una reedición remasterizada de este álbum, que consta de un DVD con videoclips y actuaciones en directo, fue lanzado en 2007 como edición especial por el 20º aniversario del disco.
A pesar del rotundo éxito de Whitesnake, las relaciones internas de la banda no andaban bien. Después de las sesiones de grabación del álbum, David Coverdale decidió expulsar al guitarrista John Sykes, versiones nunca confirmadas indicaron que todo se debió a un exceso de protagonismo de Sykes en el escenario, aspecto que aparentemente molestó al líder y vocalista.
Mientras tanto, los otros dos compañeros, Neil Murray y Aynsley Dunbar, no respaldaron la decisión, y todo esto, sumado a otros problemas personales, provocó que se marcharan ese mismo año antes de que se publicara el álbum, con lo que la agrupación debió ser renovada en casi su totalidad.

## Historia

### Grabación y producción
La grabación y la producción del disco enfrentaron una gran cantidad de dificultades técnicas.
En la primavera de 1985, Coverdale y Sykes se establecieron en la ciudad de Le Rayol, en el sur de Francia, con la finalidad de componer las canciones. Según el vocalista, el bajista Neil Murray colaboró con algunos arreglos musicales. Con los temas escritos, el trío de músicos se trasladó a Los Ángeles, con el propósito de completar la banda con un nuevo baterista. Después de una audición de alrededor de 60 aspirantes, el elegido fue Aynsley Dunbar; con esta nueva formación se trasladaron a Vancouver, Canadá, donde empezaron a grabar. Debido a los hechos ocurridos posteriormente, Dunbar sólo trabajó como músico de sesión para este disco.
El siguiente problema para la banda fue una infección de sinusitis que enfrentó Coverdale. Esto colocó a la producción del álbum en un serio retraso, sobre todo cuando tuvo que ir a una cirugía y a un programa de seis meses de rehabilitación.
Aunque se trabajó bastante en ausencia de Coverdale en el nuevo álbum, John Sykes se impacientó y sugirió a la producción seguir adelante con un nuevo vocalista, por lo que finalmente se llevó al extremo y al término la relación contractual entre Coverdale y Sykes, así como con el productor Mike Stone.
Después de que Coverdale mejoró, se comenzó a trabajar en sus pistas vocales con el productor Ron Nevison, antes de elegir en definitiva a Keith Olsen, quien también ayudó a mezclar el álbum.
Don Airey y Bill Cuomo fueron traídos para grabar algunas partes de teclados, así como el guitarrista holandés Adrian Vandenberg, para registrar el solo de guitarra de la versión regrabada de la canción "Here I Go Again". Coverdale anteriormente también estaba examinando la posibilidad de incorporar a Vandenberg a Whitesnake como miembro fijo, lo cual no se llevó a cabo hasta después de la edición.

### Cambios de integrantes
A finales de 1986 concluyó el proceso de grabación, y el álbum estuvo listo para ser estrenado a inicios de 1987. Posteriormente, Coverdale tomó la decisión de dejar que los demás miembros de la banda se fueran, debido a diferencias personales.
El álbum fue lanzado finalmente (ahora titulado Whitesnake en los Estados Unidos) en abril de 1987, y alcanzó el número 2 en el Billboard Top 200.
En Europa, el disco se llamó 1987, e incluyó dos temas extra en CD: "Looking For Love" y "You're Gonna Break My Heart Again".
Para la nueva formación de la banda, Coverdale finalmente convocó al guitarrista líder Adrian Vandenberg, como segundo guitarrista al norirlandés Vivian Campbell (ex-Dio), al bajista cubano Rudy Sarzo (ex Quiet Riot) y al baterista estadounidense Tommy Aldridge (ex Ozzy Osbourne).
Esta fue la formación de gira en apoyo del álbum durante 1987-1988, y todos ellos aparecieron en los videos musicales de "Still of the Night" (que fue el video más pedido en MTV cuando fue lanzado), "Is This Love", "Here I Go Again 87" y "Give Me All Your Love”, a pesar de que no participaron en la grabación del disco.

## Lista de canciones
Las ediciones publicadas por Geffen Records (para Norteamérica) y la de EMI (para el resto del mundo), en CD, ofrecen diferencias muy notables entre sí.
Mientras la versión americana (y japonesa) originalmente presenta sólo 9 canciones, con el hit "Here I Go Again 87" ubicado como cuarta pista, la versión para el resto del mundo incluye 11 canciones, con la extensa balada "Looking for Love" como cuarta pista, ausente en la otra versión.
Ediciones europeas en CD incluyeron "Here I Go Again 87" en la pista 10, mientras que "You're Gonna Break My Heart Again", en la pista 11, es otra canción nueva que no está en la versión americana.
Las ediciones en LP y casete para el resto del mundo son iguales a la de EE.UU; con 9 temas.
Todas las canciones escritas por David Coverdale y John Sykes, excepto donde se indica.

### Versión norteamericana, LP/CD
| Whitesnake |                          |                           |          |  |
| N.º        | Título                   | Escritor(es)              | Duración |  |
| 1.         | «Crying in the Rain»     | Coverdale, John Sykes     | 5:40     |  |
| 2.         | «Bad Boys»               | Coverdale, John Sykes     | 4:13     |  |
| 3.         | «Still of the Night»     | Coverdale, John Sykes     | 6:43     |  |
| 4.         | «Here I Go Again 87»     | Coverdale, Bernie Marsden | 4:38     |  |
| 5.         | «Give Me All Your Love»  | Coverdale, John Sykes     | 3:33     |  |
| 6.         | «Is This Love»           | Coverdale, John Sykes     | 4:45     |  |
| 7.         | «Children of the Night»  | Coverdale, John Sykes     | 4:28     |  |
| 8.         | «Straight for the Heart» | Coverdale, John Sykes     | 3:43     |  |
| 9.         | «Don't Turn Away»        | Coverdale, John Sykes     | 5:15     |  |

### Versión europea en CD
| 1987 |                                     |                           |          |  |
| N.º  | Título                              | Escritor(es)              | Duración |  |
| 1.   | «Still of the Night»                | John Sykes                | 6:43     |  |
| 2.   | «Bad Boys»                          | John Sykes                | 4:13     |  |
| 3.   | «Give Me All Your Love»             |                           | 3:33     |  |
| 4.   | «Looking for Love»                  |                           | 6:37     |  |
| 5.   | «Crying in the Rain»                | Coverdale                 | 5:40     |  |
| 6.   | «Is This Love»                      | John Sykes                | 4:45     |  |
| 7.   | «Straight for the Heart»            |                           | 3:43     |  |
| 8.   | «Don't Turn Away»                   |                           | 5:14     |  |
| 9.   | «Children of the Night»             |                           | 4:27     |  |
| 10.  | «Here I Go Again 87»                | Coverdale, Bernie Marsden | 4:37     |  |
| 11.  | «You're Gonna Break My Heart Again» |                           | 4:15     |  |

### Edición "20 aniversario"
| 20th Anniversary Edition |                                     |                           |          |  |
| N.º                      | Título                              | Escritor(es)              | Duración |  |
| 1.                       | «Still of the Night»                |                           | 6:43     |  |
| 2.                       | «Give Me All Your Love»             |                           | 3:33     |  |
| 3.                       | «Bad Boys»                          |                           | 4:13     |  |
| 4.                       | «Is This Love»                      |                           | 4:45     |  |
| 5.                       | «Here I Go Again 87»                | Coverdale, Bernie Marsden | 4:38     |  |
| 6.                       | «Straight for the Heart»            |                           | 3:43     |  |
| 7.                       | «Looking for Love»                  |                           | 6:38     |  |
| 8.                       | «Children of the Night»             |                           | 4:28     |  |
| 9.                       | «You're Gonna Break My Heart Again» |                           | 4:15     |  |
| 10.                      | «Crying in the Rain»                | Coverdale                 | 5:40     |  |
| 11.                      | «Don't Turn Away»                   |                           | 5:15     |  |
| 12.                      | «Give Me All Your Love» (Live)      |                           | 4:32     |  |
| 13.                      | «Is This Love» (Live)               |                           | 5:03     |  |
| 14.                      | «Here I Go Again» (Live)            | Coverdale, Bernie Marsden | 5:56     |  |
| 15.                      | «Still of the Night» (Live)         |                           | 8:42     |  |

Pistas 12-15 tomadas de Live: In the Shadow of the Blues

### Edición "20 aniversario" en DVD
| N.º | Título                                                      | Duración |  |
| 1.  | «Still of the Night» (Music Video)                          | 6:28     |  |
| 2.  | «Here I Go Again 87» (Music Video)                          | 4:38     |  |
| 3.  | «Is This Love» (Music Video)                                | 4:40     |  |
| 4.  | «Give Me All Your Love» (Music Video)                       | 4:03     |  |
| 5.  | «Give Me All Your Love» (Live... In The Still Of The Night) | 4:45     |  |
| 6.  | «Is This Love» (Live... In The Still Of The Night)          | 4:18     |  |
| 7.  | «Here I Go Again» (Live... In The Still Of The Night)       | 5:23     |  |
| 8.  | «Still of the Night» (Live... In The Still Of The Night)    | 6:48     |  |

## Personal
- David Coverdale – vocalista
- John Sykes – guitarras, coros
- Neil Murray – bajo
- Aynsley Dunbar – batería, percusión

### Músicos invitados
- Don Airey – Teclados
- Bill Cuomo – Teclados
- Vivian Campbell – solo de guitarra en "Here I Go Again '87" (Vivian Campbell: From Dio Fallout to Def Leppard Legend you tube channnel dopeYEAH talk (45.04 min))
- Dann Huff - guitarra en "Here I Go Again '87 (Radio Mix)"
- Denny Carmassi – batería en "Here I Go Again '87 (Radio Mix)"[5]
- Vivian Campbell - solo de guitarra en "Give Me All Your Love" ('88 Mix)"

### Adicional
- Producido por Mike Stone & Keith Olsen
- Mezclado por Keith Olsen en Goodnight LA
- Masterizado por Greg Fulginiti en Artisan Sound Recorders
- John Kalodner - A&R
- Cubierta por Hugh Syme

## Posiciones en listas

### Álbum
| Año  | Lista             | Posición |
| ---- | ----------------- | -------- |
| 1987 | The Billboard 200 | 2        |
| 1987 | U.K. Albums Chart | 8        |

### Sencillos
| Año  | Sencillo                   | Lista                  | Posición |
| ---- | -------------------------- | ---------------------- | -------- |
| 1987 | "Still of the Night"       | The Billboard Hot 100  | 79       |
| 1987 | "Still of the Night"       | Mainstream Rock Tracks | 18       |
| 1987 | "Here I Go Again"          | The Billboard Hot 100  | 1        |
| 1987 | "Here I Go Again"          | Mainstrean Rock Tracks | 1        |
| 1987 | "Is This Love"             | The Billboard Hot 100  | 2        |
| 1987 | "Is This Love"             | Mainstrean Rock Tracks | 13       |
| 1987 | "Give Me All of Your Love" | Mainstrean Rock Tracks | 22       |
| 1988 | "Give Me All of Your Love" | The Billboard Hot 100  | 48       |